# Маріо Альмада (хокеїст на траві)
Маріо Альмада (ісп. Mario Almada, 20 травня 1975) — аргентинський хокеїст на траві.
Учасник Олімпійських Ігор 2000, 2004 років.
Переможець Панамериканських ігор 2003 року, срібний призер 2007 року.
Переможець Виклику чемпіонів 2007 року.
Переможець Виклику чемпіонів 2005 року.
Бронзовий призер Виклику чемпіонів 2001 року.